# My Tiny Senpai
My Tiny Senpai (うちの会社の小さい先輩の話, Uchi no Kaisha no Chiisai Senpai no Hanashi, em português: A Veterana Pitica da Firma) é uma série de mangá japonesa escrita e ilustrada por Saisō. É serializado no site Storia Dash de Takeshobo desde abril de 2020, com seus capítulos coletados em seis volumes tankōbon em abril de 2023. Uma adaptação para anime da série de televisão do Project No.9 estreou em julho de 2023.

## Trama
Takuma Shinozaki é um funcionário de escritório que está sendo orientado por uma mulher gentil e baixinha chamada Shiori Katase. Servindo como sua senpai, ela gosta de mimá-lo para garantir que ele se sinta o mais relaxado possível. Shinozaki espera que o tempo que Katase passa com ele seja algo mais do que apenas cortesia profissional.

## Personagens
Shiori Katase (片瀬 詩織里, Katase Shiori)
Voz de: Hina Tachibana (Japonês), Amanda Moreira (Português)
Takuma Shinozaki (篠崎 拓馬, Shinozaki Takuma)
Voz de: Yūki Shin (Japonês), Celso Henrique (Português)
Chihiro Akina (秋那 千尋, Akina Chihiro)
Voz de: Nobunaga Shimazaki (Japonês), Evaldo Pereira (Português)
Chinatsu Hayakawa (早川 千夏, Hayakawa Chinatsu)
Voz de: Yumiri Hanamori (Japonês), Suelen Targin (Português)
Yutaka Shinozaki (篠崎 豊, Shinozaki Yutaka)
Voz de: Mikako Komatsu

## Mídia

### Mangá
Escrito e ilustrado por Saisō, My Tiny Senpai começou a serialização no Storia Dash [ja] de Takeshobo em 3 de abril de 2020. O primeiro volume tankōbon foi lançado em 30 de outubro de 2020. Em fevereiro de 2025, 10 volumes foram lançados.

#### Lista de volumes
| - Capítulos 1–23 - Kakioroshi Manga 1 (描き下ろしマンガ①) - Kakioroshi Manga 2 (描き下ろしマンガ②) |

| - Capítulos 24–38 - Kakioroshi Manga 1 (描き下ろしマンガ①) - Kakioroshi Manga 2 (描き下ろしマンガ②) |

| - Capítulos 39–46 - Kakioroshi Manga (描き下ろしマンガ) |

| - Capítulos 47–53 - Bangai-hen (番外編) - Kakioroshi Manga (描き下ろしマンガ) |

| - Capítulos 54–61 - Bangai-hen (番外編) - Kakioroshi Manga 1 (描き下ろしマンガ①) - Kakioroshi Manga 2 (描き下ろしマンガ②) |

| - Capítulos 62–70 - Bangai-hen 1 (番外編①) - Bangai-hen 2 (番外編②) - Bangai-hen 3 (番外編③) |

| - Capítulos 71–78 - Omake-banashi 1 (おまけ話①) - Omake-banashi 2 (おまけ話②) - Kakioroshi Manga 1 (描き下ろしマンガ①) |

| - Capítulos 79–86 - Kakioroshi Manga (描き下ろしマンガ) |

| - Capítulos 87–95 |

| - Capítulos 96–104 - Kakioroshi Manga (描き下ろしマンガ) |

### Anime
Uma adaptação para anime da série de televisão foi anunciada em 17 de outubro de 2022. É produzido pelo Project No.9 e dirigido por Mitsutoshi Satō, com roteiros escritos por Keiichirō Ōchi, Yasuko Aoki e Satoru Sugizawa, desenhos de personagens feitos por Hayato Hashiguchi e Hiromi Ogata, e música composta por Sumika Horiguchi. A série estreou em 2 de julho de 2023, no NUMAnimation [ja] da TV Asahi.  A música tema de abertura é "Honey" de Tōya Kobayashi, enquanto a música tema de encerramento é "Sugar" de YU-KA. A Crunchyroll licenciou a série e a está transmitindo junto com uma dublagem em inglês e português.

#### Lista de episódios
| N° | Título | Dirigido por       | Escrito por     | Ilustrado por                                | Data de exibição original |
| -- | --- | ------------------ | --------------- | -------------------------------------------- | ------------------------- |
| 1  | "My Senpai Is Small and Cute" Transcrição: "Uchi no Kaisha no Senpai wa Chiisakute Kawaii" (Japonês: うちの会社の先輩は小さくて可愛い)         | Takafumi Hino      | Satoru Sugizawa | Mitsutoshi Satō                              | 2 de julho de 2023        |
| 2  | "Despite Appearances, I'm More the Big Sister Type." Transcrição: "Kō Miete Igai to Onēsan Desho?" (Japonês: こう見えて意外とお姉さんでしょ？) | Yōhei Fukui        | Satoru Sugizawa | Yōhei Fukui, Kōji Yoshikawa, Hikaru Takeuchi | 9 de julho de 2023        |
| 3  | "Is This How I Look to You?" Transcrição: "Watashi tte, Konna Fū ni Mieterun Desu ka?" (Japonês: 私って、こんな風に見えてるんですか？)         | Tomofumi Nakahashi | Keiichirō Ōchi  | Kōji Yoshikawa, Hikaru Takeuchi              | 16 de julho de 2023       |
| 4  | "When It Comes to Him, I'm Not Sure Yet..." Transcrição: "Shinozaki-san no Koto wa, Mada..." (Japonês: 篠崎さんの事は、まだ・・・)             | Takanori Yano      | Yasuko Aoki     | Noriaki Saitō                                | 30 de julho de 2023       |

## Recepção
Em 2020, o mangá ficou em 11º lugar no Next Manga Awards na categoria web manga.